# Modicogryllus minimus
Modicogryllus minimus är en insektsart som först beskrevs av Lucien Chopard 1928.  Modicogryllus minimus ingår i släktet Modicogryllus och familjen syrsor. Inga underarter finns listade i Catalogue of Life.